# Millettia lecomtei
Millettia lecomtei är en ärtväxtart som beskrevs av Stephen Troyte Dunn. Millettia lecomtei ingår i släktet Millettia och familjen ärtväxter. Inga underarter finns listade i Catalogue of Life.